# Domus Publica
La Domus Publica è un edificio situato nel Foro Romano. Si trova accanto all'antica Porta Mugonia, Tempio di Vesta e alla Casa delle Vestali.

## Storia
Anticamente questo edificio corrispondeva alla residenza del pontefice massimo, ma fu poi ceduto da Augusto alle vestali.

## Struttura
Era formato da un portico davanti a tre entrate della domus, una principale (che dava sul tablinium) e due laterali (che davano su due stanze). Internamente l'abitazione si apriva in un atrium con due alae. Sulla sinistra una scala portava ad un criptoportico. La parte più interna dell'abitazione proseguiva con un peristylium ed un altro criptoportico che davano su numerose celle/stanze.